# Conchita Carpio-Morales

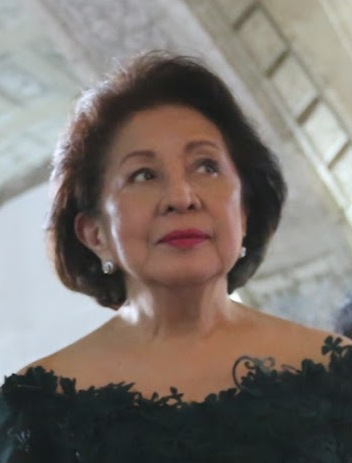
Conchita Carpio-Morales in 2016

Conchita Carpio-Morales (Paoay, 19 juni 1941) is een Filipijns rechter en topfunctionaris. Carpio-Morales is sinds juli 2011 Ombudsman van de Filipijnen en was daarvoor vanaf 2002 rechter van het Filipijns hooggerechtshof. In die hoedanigheid nam ze in 2010, als eerste Filipijnse vrouw ooit, president Benigno Aquino III en vicepresident Jejomar Binay de eed af.

## Biografie
Carpio-Morales werd op 19 juni 1941 geboren in Paoay in de provincie Ilocos Norte. Haar vader was Lucas D. Carpio, een rechter, en haar moeder was Maria Claudio Carpio. Ze behaalde een Bachelor-diploma Economie en een Bachelor-diploma Rechten aan de University of the Philippines en begon haar carrière bij een advocatenkantoor in Manilla waar ze werkte als Assistent Attorney, tot haar voormalig professor Vicente Abad Santos haar in 1971 een baan aanbood als assistent op het Ministerie van Justitie. Ze zou daar zeven jaar blijven werken in diverse functies. Uiteindelijk werd ze door president Ferdinand Marcos benoemd tot rechter bij een lokale rechtbank in Pili. Diens opvolger Corazon Aquino benoemde haar op 4 november 1986 tot rechter bij de rechtbank in Pasay City. In 1994 werd ze benoemd tot rechter van het Hof van beroep door Fidel Ramos. 
Enkele jaren later werd ze, na een unanieme beslissing van de leden van de Judicial and Bar Council, op 3 september 2002 benoemd en ingezworen als rechter van het hooggerechtshof als opvolger van de gepensioneerde rechter Jose Mole. Hoewel de president van de Filipijnen normaal gesproken wordt ingezworen door de opperrechter van het hooggerechtshof, brak de in 2010 gekozen president Benigno Aquino III met deze traditie uit protest tegen de lastminutebenoeming van opperrechter Renato Corona door zijn voorganger Gloria Macapagal-Arroyo. Carpio-Morales nam daarop, als eerste vrouw uit de geschiedenis van de Filipijnen, op 30 juni 2010 president Aquino en vicepresident Jejomar Binay de eed af. 
Op 25 juli 2011 maakte president Benigno Aquino III tijdens zijn State of the Nation Address bekend dat Carpio-Morales werd benoemd tot Ombudsman van de Filipijnen.